# رقص صوفي
الرقص الصوفي هو نوع من أنواع الذكر عند متبعي الطريقة الصوفية. يسمى أحياناً رقص سماع، ويكون بالدوران حول النفس والتأمل الذي يقوم به من يسمون دراويش بهدف الوصول إلى مرحلة الكمال. أغلب ممارسي هذه الطقوس هم من اتباع الطريقة المولوية، ويهدفون إلى كبح شهوات النفس والرغبات الشخصية عبر الاستماع إلى الله والموسيقى والتفكر في الله والدوران حول النفس الذي أتى مفهومه من خلال دوران الكواكب حول الشمس.

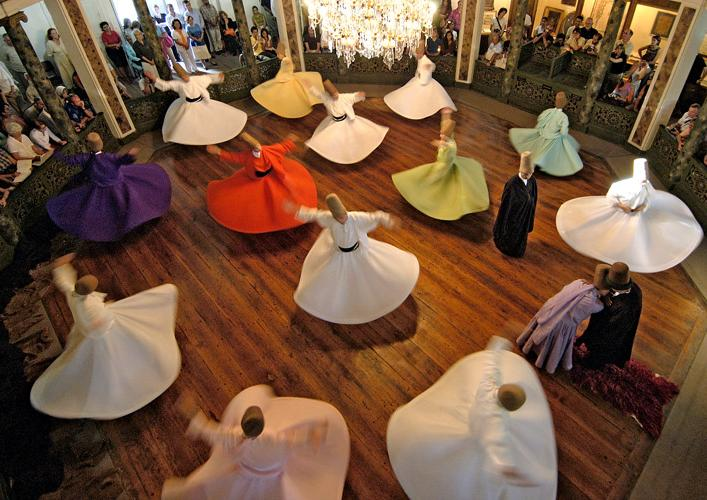
دراويش يرقصون ويدورون رقصاً صوفياً

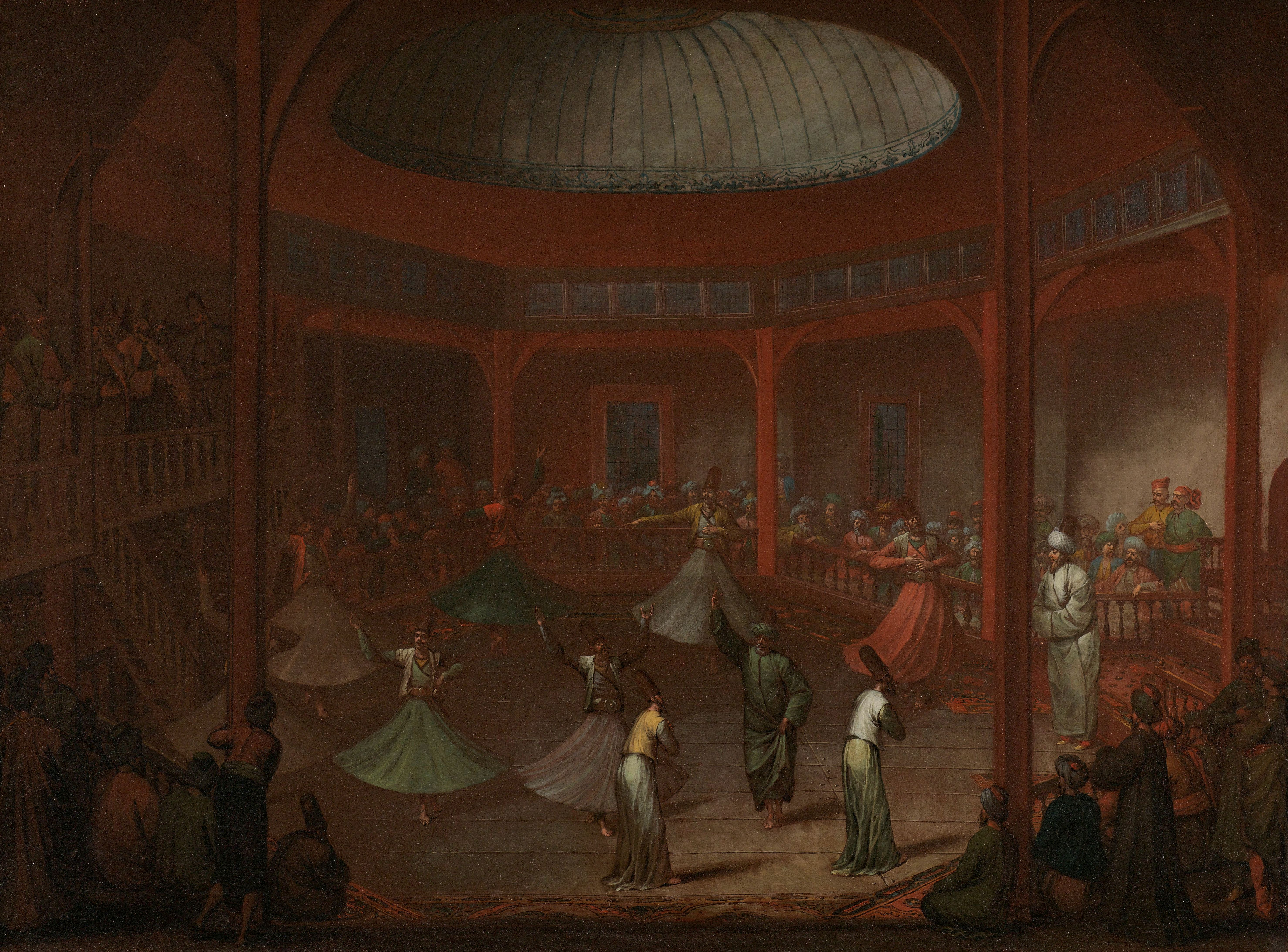
دراويش من شعب المالاوي

يعمد المتصوفون إلى تنظيم رقصات يرتدون فيها تنانير واسعة، ويقومون بحركة دورانية، يقولون إنها جزء من «مناجاة الخالق.» يعتبر راقصو التنورة أن في دورانهم «تجسيدا للفصول الأربعة»، وأن الصلة بين العبد وخالقه تنشأ عندما يقوم الراقص أو اللفّيف، برفع يده اليمنى إلى الأعلى وخفض اليسرى إلى الأسفل متخففا من كل شيء بقصد الصعود إلى ربه. ففي وقت يعتبر فيه القائمون على تلك الرقصة بأن ارتباط التنورة بالدين ناتج عن الحركة الدورانية تلك التي يكون فيها الراقص على اتساق مع حركة الكون، ويقول رجال الدين إن الرقص، والتصفيق، والتمايل لا أصل له في الشرع إطلاقا.

## الرقص والجسد
يقول ابن سينا في هذا المجال: لقد هبطت النفس إلى هذا العالم وسكنت الجسد فلا بد أن تحن وتضطرب وتخلع عنها سلطان البدن وتنسلخ عن الدنيا لتصعد إلى العالم الأعلى وتعرج إلى المحل الارفع. حيث يعتبر البدن شـر، لانه مـادي كثيـف وتحررالإنسان من شهوات البدن ليس عنده إلا سعيا للنفس إلى الفكاك من إسارها بعد أن غشيها البدن بكثافته. وهكذا يقول (ييتس 1865) (والآن لعلني أذوي وأصبح الحقيقة)، حيث يعتبر المتصوفة فناء الجسد، حقيقة الحقائق. وما يمارس على الجسد من مجاهدات ورياضات تفضي إلى رقة القلب ورهافة الحواس، كما يفعل المتصوفة وجدا لسماع، أو أية عذوبة ذو جمال، أو يهتز وجدا عند سماعة آية من القرآن وقد يسقط مغشيا عليه.

## المولوية
المولوية «الدراويش» هي إحدى الطرق الصوفية التي تميزت بفنون الرقص والموسيقى، أسسها جلال الدين الرومي في مدينة قونية التركية في القرن الثالث عشر ميلادي، وأتباع هذه الطريقة يسمون بالراقصين الدراويش. ويجب أن يصاحب أدائهم للرقص آيات وابتهالات من ذكر الحكيم. وكانت حلقات الذكر المولوية تقام في مساجد أنشأت خصيصاً لهذه الطريقة. يشارك الدراويش بإحياء المناسبات الدينية مثل ذكرى المولد النبوي، وليلة الاسراء والمعراج وغيرها من المناسبات الدينية، ولكل مناسبة من هذه المناسبات أناشيدها الخاصة بها وادعيتها. وقد شارك في بعض منها شمس فريدلاندر الاستاذ في الجامعة الأمريكية بالقاهرة ومؤلف كتاب «دوامة الدراويش» عند زيارته إلى قونية.

## الأزياء
الأزياء التي يرتديها الدراويش الراقصون ترمز لعناصر مختلفة في شكلها ولونها: فالأبيض يرمز للكفن، والأسود للقبر، أما القلنسوة اللباد فترمز إلى شاهدة القبر، والدورات الثلاث حول باحة الرقص ترمز إلى المراحل الثلاث في التقرب إلى الله وهي: العلم الرؤية والوصال.

## رقصة التنورة

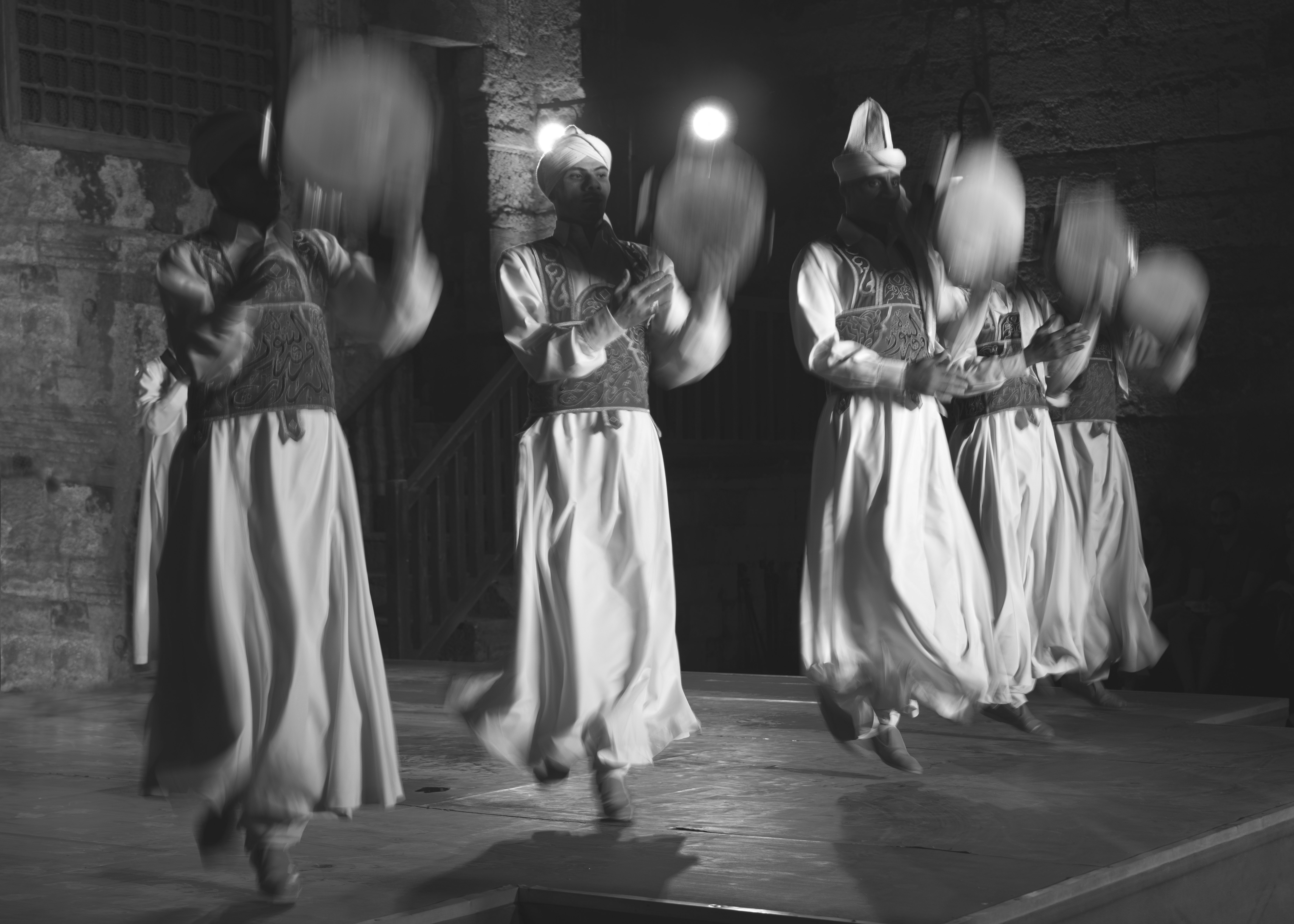
رقصة التنورة

هي رقصة مصرية ذات أصول صوفية، وتلقى رقصة التنورة رواجا واسعا بين السياح العرب والأجانب القاصدين مصر على حد سواء، كما يسعى الكثير من الشباب في مصر لتعلم هذه الرقصة التي أصبحت اليوم طقسا مهما من طقوس الاحتفال تؤدى في مناسبات كثيرة. التنورة رقصة إيقاعية تؤدى بشكل جماعي بحركات دائرية، تنبع من الحس الإسلامي الصوفي ذي أساس فلسفي ويرى مؤدوها أن الحركة في الكون تبدأ من نقطة وتتنتهي عند النقطة ذاتها ولذا يعكسون هذا المفهوم في رقصتهم فتأتي حركاتهم دائرية وكأنهم يرسمون بها هالات يرسخون بها اعتقادهم يدورون ويدورون كأنهم الكواكب سابحة في الفضاء، قدمت هذه الرقصة من تركيا منذ القرن الثالث عشر وتشير بعض الدراسات إلى أن الفيلسوف والشاعر التركي الصوفي جلال الدين الرومي هو أول من قدم رقصة الدراويش أو المولوية وهي رقصة روحية دائرية اشتقت منها رقصة التنورة التي اشتهرت بها مصر وادرجت كتقليد احتفالي. غالبا ما تكون الرقصة مصحوبة بالدعاء أوالذكر أو المديح أو المواويل الشعبية وأداؤها يكون بالدوران لكن ليس لمجرد الدوران، بل لأن الراقص يرغب في بلوغ مرحلة سامية من الصفاء الروحي. لا تزال رقصة التنورة وفية لرقصة الدراويش في بعض جوانبها، لكنها أضيفت لها الدفوف والفانوس والألوان المزركشة مع الإقاعات السريعة لتصبح بذلك فنا استعراضيا في مصر يجذب السائحين ومنظمي الحفلات.

## حكم الاجتماع للرقص
سُئِلَ الشَّيخ العِز بن عبدِ السَّلام عن جماعة من أهل الخير والصلاح والورع يجتمعون في وقت فينشد لهم منشد أبياتاً في المحبة وغيرها، فمنهم من يتواجد فيرقص ومنهم من يصيح ويبكي ومنهم من يغشاه شبه الغيبة عن إحساسه، فهل يكره لهم هذا الفعل أم لا؟ وما حكم السماع؟ فأجاب: «الرقص بدعة لا يتعاطاه إلا ناقص العقل، ولا يصلح إلا للنساء.»
وقالَ أيضًا: وَأَمَّا الرَّقْصُ وَالتَّصْفِيقُ: فَخِفَّةٌ وَرُعُونَةٌ مُشْبِهَةٌ لِرُعُونَةِ الْإِنَاثِ، لَا يَفْعَلُهَا إلَّا رَاعِنٌ، أَوْ مُتَصَنِّعٌ كَذَّابٌ.
وَكَيْفَ يَتَأَتَّى الرَّقْصُ الْمُتَّزِنُ بِأَوْزَانِ الْغِنَاءِ، مِمَّنْ طَاشَ لُبُّهُ، وَذَهَبَ قَلْبُهُ، وَقَدْ قَالَ رسول الله: (خَيْرُ الْقُرُونِ قَرْنِي ثُمَّ الَّذِينَ يَلُونَهُمْ ثُمَّ الَّذِينَ يَلُونَهُمْ). وَلَمْ يَكُنْ أَحَدٌ مِنْ هَؤُلَاءِ الَّذِينَ يُقْتَدَى بِهِمْ يَفْعَلُ شَيْئًا مِنْ ذَلِكَ. وَإِنَّمَا اسْتَحْوَذَ الشَّيْطَانُ عَلَى قَوْمٍ يَظُنُّونَ أَنَّ طَرَبَهُمْ عِنْدَ السَّمَاعِ إنَّمَا هُوَ مُتَعَلِّقٌ بِاَللَّهِ عَزَّ وَجَلَّ، وَلَقَدْ مَانُوا فِيمَا قَالُوا، وَكَذَبُوا فِيمَا ادَّعَوْا، مِنْ جِهَةِ أَنَّهُمْ عِنْدَ سَمَاعِ الْمُطْرِبَاتِ وَجَدُوا لَذَّتَيْنِ اثْنَتَيْنِ: إحْدَاهُمَا لَذَّةُ الْمَعَارِفِ وَالْأَحْوَالِ الْمُتَعَلِّقَةِ بِذِي الْجَلَالِ. وَالثَّانِيَةُ: لَذَّةُ الْأَصْوَاتِ وَالنَّغَمَاتِ، وَالْكَلِمَاتِ الْمَوْزُونَاتِ، الْمُوجِبَاتِ لِلذَّاتِ النَّفْسِ الَّتِي لَيْسَتْ مِنْ الدِّينِ، وَلَا مُتَعَلِّقَةً بِأُمُورِ الدِّينِ.
فَلَمَّا عَظُمَتْ عِنْدَهُمْ اللَّذَّتَانِ: غَلِطُوا فَظَنُّوا أَنَّ مَجْمُوعَ اللَّذَّةِ إنَّمَا حَصَلَ بِالْمَعَارِفِ وَالْأَحْوَالِ، وَلَيْسَ كَذَلِكَ؛ بَلْ الْأَغْلَبُ عَلَيْهِمْ حُصُولُ لَذَّاتِ النُّفُوسِ الَّتِي لَيْسَتْ مِنْ الدِّينِ بِشَيْءٍ. وَقَدْ حَرَّمَ بَعْضُ الْعُلَمَاءِ التَّصْفِيقَ لقول رسول الله: (إنَّمَا التَّصْفِيقُ لِلنِّسَاءِ)، وَلَعَنَ رسول الله: (الْمُتَشَبِّهَاتِ مِنْ النِّسَاءِ بِالرِّجَالِ، وَالْمُتَشَبِّهِينَ مِنْ الرِّجَالِ بِالنِّسَاءِ). وَمَنْ هَابَ الْإِلَهَ وَأَدْرَكَ شَيْئًا مِنْ تَعْظِيمِهِ: لَمْ يُتَصَوَّرَ مِنْهُ رَقْصٌ وَلَا تَصْفِيقٌ، وَلَا يَصْدُرُ التَّصْفِيقُ وَالرَّقْصُ إلَّا مِنْ غَبِيٍّ جَاهِلٍ، وَلَا يَصْدُرَانِ مِنْ عَاقِلٍ فَاضِلٍ.

## أدلة الصوفية على جواز الرقص
استدلالهم بقوله تعالى في سورة الكهف: (إذ قاموا فقالوا ربنا رب السموات والأرض). واستدلالهم بقوله تعالى للنبي أيوب: (اركض برجلك).
كما يستدل البعض بحديث (إن جعفر بن أبي طالب رقص بين يدي النبي صلى الله عليه وسلم لما قال له: أشبهت خَلقي وخٌلقي) وهذا الحديث بزيادة الرقص المزعوم فيه منكر لا يصح فقد رواه البيهقي في السنن الكبرى (10/226) وفي الآداب له أيضا (921) وأحمد في المسند 1/108 والبزار في المسند 3/220 رقم 2609_ زوائده _ ولفظ البيهقي: (أتينا النبي صلى الله عليه وسلم وأنا- المتكلم علي وهو راوي الحديث- وجعفر وزيد، فقال لزيد: أنت أخونا ومولانا، فحجل. وقال لجعفر: أشبهت خلقي وخٌلقي، فحجل وراء حجل زيد، وقال لي: أنت مني وأنا منك فحجلت وراء حجل جعفر)
وقال البيهقي - شارحاً الحديث-: ((والحجل: أن يرفع رجلا ويقفز على الأخرى من الفرح، فإذا فعله الإنسان فرحا بما آتاه الله من معرفته أو سائر نعمه فلا بأس، وما كان فيه تثن وتكسّر حتى يباين أخلاق الذكور فهو مكروه لما فيه من التشبه بالنساء)) ((الآداب)) ص422.
إن الصحابة الثلاثة: عليًا، وزيدًا، وجعفرًا، رضي اللَّه عنهم، لم يثبت أنهم حجلوا وراء بعضهم والنبي جالس، وأثبتنا أن هذا الحجل افتراءٌ عليهم، ولقد جاءت السنة الصحيحة تثبت لهؤلاء الصحابة مناقبهم من غير فرية الحجل. فقد أخرج الإمام البخاري في «صحيحه» (7/570- فتح) (ح4251) من حديث البراء رضي اللَّه عنه قال: لما اعتمر النبي (صلى الله عليه وسلم) في ذي القعدة فأبى أهل مكة أن يدعوه يدخل مكة حتى قاضاهم على أن يقيم بها ثلاثة أيام، فلما كتبوا الكتاب كتبوا: هذا ما قضى عليه محمد رسول الله، قالوا: لا نقر لك بهذا، لو نعلم أنك رسول الله ما منعناك شيئًا، ولكن أنت محمد بن عبد الله. فقال: «أنا رسول الله، وأنا محمد بن عبد الله». ثم قال لعلي: «امح رسول الله». قال علي: «لا والله لا أمحوك أبدًا». [فقال رسول الله (صلى الله علييه وسلم): «أرني مكانها»، فأراه مكانها، فمحاها](1). فكتب: هذا ما قاضى محمد بن عبد الله لا يدخل مكة السلاح إلا السيف في القِراب، وأن لا يخرج من أهلها بأحدٍ إن أراد أن يتبعه، وأن لا يمنع من أصحابه أحدًا إن أراد أن يقيم بها، فلما دخلها ومضى الأجل أتوا عليًا فقالوا: قل لصاحبك: اخرج عنا فقد مضى الأجل، فخرج النبي (صلى الله عليه وسلم) فتبعته ابنة حمزة تنادي: يا عمّ، يا عمّ، فتناولها عليٌّ فأخذ بيدها وقال لفاطمة: دونك ابنة عمك فحملتها، فاختصم فيها علي، وزيد، وجعفر، فقال علي: أنا أخذتها وهي بنت عمي، وقال جعفر: ابنة عمي وخالتها تحتي، وقال زيد: ابنة أخي، فقضى بها النبي (صلى الله عليه وسلم) لخالتها، وقال: «الخالة بمنزلة الأم». وقال لعلي: «أنت مني وأنا منك». وقال لجعفر: «أشبهت خَلقي وخُلقي». وقال لزيد: «أنت أخونا ومولانا». وقال عليّ: «ألا تتزوَج بنت حمزة؟» قال: إنها ابنة أخي من الرضاعة.
كما يقول بعض أهل التصوف (إنّهم إذا دخلوها أمر الله مناديا ينادي: يا داود، أرق على كرسيّك، وأسمع النّاس ساعة ليستريحوا من شدّة تعبهم، فيصعد داود على كرسيه فيقرأ لهم ويسمع الناس أصواته الطيبة وأطرابه المستلذة، فيصعد المحبّون إلى سطوح قصورهم: فهذا يصرخ، وهذا يقول: الله.. الله، وهذا يقول: أنت.. أنت، فيقول الله لملائكته: يا ملائكتي أما ترون، أما ترون المحبين في سماعهم).
استدلالهم على تقطيع ثيابهم عند الرقص بفعل النبي سليمان كما في قوله تعالى: ((ردّوها عليّ، فطفق مسحا بالسوق والأعناق))
قال القرطبي: وقد استدل الشبلي وغيره من الصوفية في تقطيع ثيابهم وتخريقها بفعل سليمان هذا: ((ردّوها عليّ، فطفق مسحا بالسوق والأعناق))
استدلالهم بحديث (ما اجتمع قوم في بيت من بيوت الله يذكرون الله...) الحديث. وأحاديث مثل: (ليس بالكريم من لم يهتزّ عند ذكر الحبيب) (سبق المهتزّون بذكر الله) (يضع الذكر عنهم أثقالهم فيأتون يوم القيامة خفافا).[بحاجة لمصدر]
كما استدل بعضهم بما نقل بعض أهل التفسير أنّ ابن عمر وعروة ابن الزبير وجماعة من الصحابة خرجوا يوم العيد وقاموا يذكرون الله على أقدامهم، فقال بعضهم لبعض أما قال الله: ((يذكرون الله قياما وقعودا وعلى جنوبهم)) فقاموا يذكرون الله على أقدامهم.

## آراء الفقهاء المعارضين
قال الإمام القرطبي عند تفسيره لقول الله تعالى في سورة لقمان: (وَلَا تُصَعِّرْ خَدَّكَ لِلنَّاسِ وَلَا تَمْشِ فِي الْأَرْضِ مَرَحًا إِنَّ اللَّهَ لَا يُحِبُّ كُلَّ مُخْتَالٍ فَخُورٍ* وَاقْصِدْ فِي مَشْيِكَ وَاغْضُضْ مِنْ صَوْتِكَ إِنَّ أَنْكَرَ الْأَصْوَاتِ لَصَوْتُ الْحَمِيرِ) [لقمان:18-19]. استدل العلماء بهذه الآية على ذم الرقص وتعاطيه. قال الإمام أبو الوفاء ابن عقيل: قد نَصَّ القرآنُ على النهي عن الرقص فقال: (ولا تمشِ في الأرض مرحًا). وذك المختال والرقص أشد المرح والبطر.
جعل محمد تقي الدين الهلالي التقرب إلى الله بالرقص من البدع الحقيقية، فقال في الفصل الثالث من الحسام الماحق: (فدخل في ذلك البدع الحقيقية، كالتقرب إلى الله بالرقص، وقرع الطبول ونحو ذلك).
قال الإمام الصنعاني: وأما الرقص والتصفيق فشأن أهل الفسق والخلاعة لا شأن من يحب الله ويخشاه.

## اقرأ أيضاً
- سماع.
- حضرة.

## وصلات خارجية
- "نجوم المهتدين في دلائل الاجتماع للذكر على طريقة المشايخ المتأخرين برفع الأرجل من الأرض والاهتزاز شوقا لرب العالمين"
- رقص سماع ورقص صوفي نسخة محفوظة 29 أغسطس 2018 على موقع واي باك مشين.
- منظمة الرقص الصوفي المالاوية نسخة محفوظة 24 يونيو 2009 على موقع واي باك مشين.
- احتفال السماع المالاوي
- DankPhotos.com: دراويش يرقصون رقصاً صوفياً
- دراويش نقشبنديين